# Danh sách loài lợn

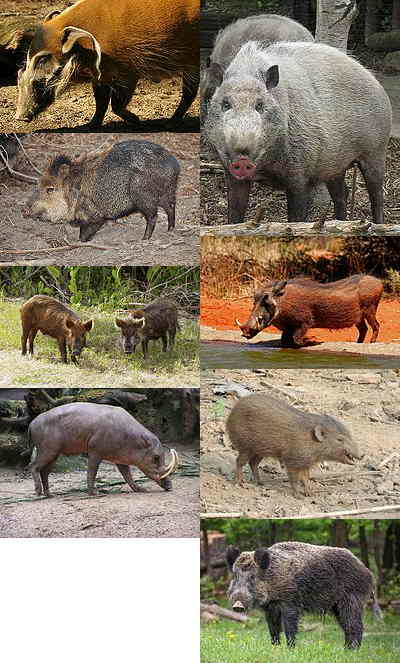
Tám loài lợn (ngược chiều kim đồng hồ từ trên cùng bên trái): lợn lông đỏ (Potamochoerus porcus), lợn peccary khoang cổ (Dicotyles tajacu), lợn hoang (Sus scrofa domesticus), lợn hươu Bắc Sulawesi (Babyrousa celebensis), lợn rừng (Sus scrofa), lợn lùn (Porcula salvanius), lợn bướu thông thường (Phacochoerus africanus) và lợn râu Borneo (Sus barbatus)

Phân bộ Lợn (Suina hay Suiformes) là một phân bộ thú gồm các loài ăn tạp, không nhai lại thuộc Bộ Guốc chẵn (Artiodactyla). Trong tiếng Anh, mỗi loài trong nhánh này được gọi là suine. Phân bộ này bao gồm Suidae (lợn) và họ Tayassuidae (lợn peccary). Các loài lợn phần lớn có nguồn gốc từ châu Phi, Nam Mỹ và Đông Nam Á, ngoại trừ lợn rừng, loài này cũng có nguồn gốc từ châu Âu và châu Á và được du nhập vào Bắc Mỹ và châu Úc, bao gồm cả việc sử dụng rộng rãi phân loài lợn nhà trong chăn nuôi. Chúng có kích thước khác nhau, từ lợn lùn dài 55 cm (22 in) đến lợn rừng lớn dài 210 cm (83 in). Các loài chủ yếu được tìm thấy trong các khu sinh học như rừng, cây bụi và đồng cỏ, mặc dù một số loài có thể được tìm thấy ở sa mạc, đất ngập nước hoặc ven biển. Hầu hết các loài không được ước tính về số lượng, mặc dù có khoảng hai tỷ con lợn nhà được sử dụng trong nông nghiệp, trong khi một số loài được coi là loài nguy cấp hoặc cực kỳ nguy cấp với số lượng thấp tới 100 con.
Phân bộ Lợn có 20 loài còn tồn tại, gồm 17 loài trong 6 chi thuộc họ Suidae và 3 loài trong 3 chi thuộc họ Tayassuidae. Tất cả các loài còn tồn tại đều thuộc phân họ Suinae. Các loài tuyệt chủng cũng được xếp vào Suinae, cũng như các phân họ khác. Hàng chục loài tuyệt chủng đã được tìm thấy, mặc dù do các nghiên cứu và khám phá vẫn đang tiếp diễn, số lượng và phân loại chưa chắc chính xác.

## Quy ước
Mã tình trạng bảo tồn được liệt kê tuân theo Sách đỏ các loài bị đe dọa của Liên minh Bảo tồn Thiên nhiên Quốc tế (IUCN). Bản đồ phân bố được đính kèm nếu có thông tin. Khi không có thông tin về bản đồ phân bố, sẽ được thay thế bằng mô tả về phạm vi môi trường hoạt động của loài. Vùng phân bố dựa trên danh sách đỏ IUCN cho loài đó trừ khi có ghi chú khác. Tất cả các loài hoặc phân loài đã tuyệt chủng được liệt kê cùng với các loài còn tồn tại đã tuyệt chủng sau năm 1500 và được biểu thị bằng biểu tượng thập tự "". Số liệu quần thể được làm tròn đến phần hàng trăm.

## Phân loại
Phân bộ Lợn gồm 20 loài còn tồn tại thuộc 9 chi, và được chia tiếp thành hàng chục phân loài. Phân bộ Lợn được chia thành 2 họ: họ Suidae gồm 17 loài thuộc 6 chi, và họ Tayassuidae gồm 3 loài thuộc 3 chi. Danh sách này không bao gồm các loài lai (như là boar–pig hybrid) hoặc các loài tuyệt chủng từ thời tiền sử.
- Họ Suidae (Lợn)
  - Chi Babyrousa: 3 loài
  - Chi Hylochoerus: 1 loài
  - Chi Phacochoerus: 2 loài
  - Chi Porcula: 1 loài
  - Chi Potamochoerus: 2 loài
  - Chi Sus: 8 loài
- Họ Tayassuidae (Lợn peccary)
  - Chi Catagonus: 1 loài
  - Chi Dicotyles: 1 loài
  - Chi Tayassu: 1 loài

## Phân bộ Lợn
Phân loại sau đây dựa trên phân loại của Mammal Species of the World (2005), cùng với các đề xuất bổ sung được chấp nhận rộng rãi kể từ khi sử dụng phân tích phát sinh chủng loại phân tử. Có một số đề xuất bổ sung đang bị tranh cãi, chẳng hạn như loài lợn peccary lớn (Pecari maximus), thì không được đưa vào đây.

### Họ Lợn (Suidae)
| Tên thông thường      | Tên khoa học và phân loài      | Phân bố                                        | Kích thước và môi trường sống | Tình trạng bảo tồn và số lượng ước tính |
| --------------------- | ------------------------------ | ---------------------------------------------- | --- | --------------------------------------- |
| Lợn hươu Buru         | B. babyrussa (Linnaeus, 1758)  | Các đảo Buru, Mangole và Taliabu của Indonesia | Kích thước: dài 85–110 cm (33–43 in), cộng đuôi 20–32 cm (8–13 in) Môi trường sống: Rừng và đất ngập nước nội địa Thức ăn: Trái cây, lá và chồi cây                                  | VU · Không rõ                           |
| Lợn hươu Bắc Sulawesi | B. celebensis (Deninger, 1909) | Sulawesi và các đảo lân cận của Indonesia      | Kích thước: dài 85–110 cm (33–43 in), cộng đuôi 20–32 cm (8–13 in) Môi trường sống: Rừng và đất ngập nước nội địa Thức ăn: Trái cây, lá và chồi cây                                  | VU · 10.000                             |
| Lợn hươu Togian       | B. togeanensis (Sody, 1949)    | Quần đảo Togian của Indonesia                  | Kích thước: Không rõ, nhưng có thể là loài lợn huơu lớn nhất Môi trường sống: Rừng, đất ngập nước nội địa và vùng gian triều Thức ăn: Trái cây, thân rễ, me, ca cao, thảo mộc và rau | EN · 1.000                              |

| Tên thông thường | Tên khoa học và phân loài                                                                            | Phân bố             | Kích thước và môi trường sống | Tình trạng bảo tồn và số lượng ước tính |
| ---------------- | --- | ------------------- | --- | --------------------------------------- |
| Lợn rừng lớn     | H. meinertzhageni Thomas, 1904 3 phân loài - H. m. ivoriensis - H. m. meinertzhageni - H. m. rimator | Rải rác ở Trung Phi | Kích thước: dài 130–210 cm (51–83 in), cộng đuôi 25–45 cm (10–18 in) Môi trường sống: Rừng Thức ăn: Nhiều loại thực vật, đặc biệt là cây thân thảo | LC · Không rõ                           |

| Tên thông thường      | Tên khoa học và phân loài | Phân bố            | Kích thước và môi trường sống | Tình trạng bảo tồn và số lượng ước tính |
| --------------------- | --- | ------------------ | --- | --------------------------------------- |
| Lợn bướu thông thường | P. africanus (Gmelin, 1788) 4 phân loài - P. a. aeliani (Lợn bướu Eritrea) - P. a. africanus (Lợn bướu Nolan) - P. a. massaicus (Lợn bướu Trung Phi) - P. a. sundevallii (Lợn bướu miền nam) | Châu Phi Hạ Sahara | Kích thước: dài 90–150 cm (35–59 in) Môi trường sống: Rừng, xavan, cây bụi và đồng cỏ Thức ăn: Cỏ, cũng như rễ, quả mọng, vỏ cây và xác thối  | LC · 250.000                            |
| Lợn bướu sa mạc       | P. aethiopicus · (Pallas, 1766) · 2 phân loài - P. a. aethiopicus (Lợn bướu Cape) - P. a. delamerei                                                                                          | Đông Phi           | Kích thước: dài 100–145 cm (39–57 in) Môi trường sống: Xavan và cây bụi Thức ăn: Nhiều loại cỏ, cây bụi và củ, cũng như trái cây và côn trùng | LC · Không rõ                           |

| Tên thông thường | Tên khoa học và phân loài   | Phân bố                          | Kích thước và môi trường sống                                                                                               | Tình trạng bảo tồn và số lượng ước tính |
| ---------------- | --------------------------- | -------------------------------- | --- | --------------------------------------- |
| Lợn lùn          | P. salvania (Hodgson, 1847) | Miền nam Bhutan và tây bắc Ấn Độ | Kích thước: dài 55–71 cm (22–28 in), cộng cả đuôi Môi trường sống: Đồng cỏ Thức ăn: Rễ, cỏ, củ và động vật không xương sống | EN · 100–250                            |

| Tên thông thường | Tên khoa học và phân loài | Phân bố           | Kích thước và môi trường sống | Tình trạng bảo tồn và số lượng ước tính |
| ---------------- | --- | ----------------- | --- | --------------------------------------- |
| Lợn lông rậm     | P. larvatus (F. Cuvier, 1822) 6 phân loài - P. l. edwardsi (Lợn lông rậm Edwards) - P. l. hassama (Lợn lông rậm mặt trắng) - P. l. koiropotamus (Lợn lông rậm miền Nam) - P. l. larvatus (Lợn lông rậm Madagascar) - P. l. nyasae (Lợn lông rậm Nyasa) - P. l. somaliensis (Lợn lông rậm Somali) | Đông nam châu Phi | Kích thước: dài 100–150 cm (39–59 in) Môi trường sống: Rừng và cây bụi Thức ăn: Rễ, củ, quả, động vật không xương sống, động vật có xương sống nhỏ và xác thối | LC · Không rõ                           |
| Lợn lông đỏ      | P. porcus (Linnaeus, 1758) | Tây Phi           | Kích thước: dài 100–150 cm (39–59 in), cộng đuôi 30–40 cm (12–16 in) Môi trường sống: Rừng Thức ăn: Trái cây và hạt, cũng như xác thối                         | LC · Không rõ                           |

| Tên thông thường      | Tên khoa học và phân loài | Phân bố                                                                      | Kích thước và môi trường sống | Tình trạng bảo tồn và số lượng ước tính                                            |
| --------------------- | --- | ---------------------------------------------------------------------------- | --- | ---------------------------------------------------------------------------------- |
| Lợn râu Borneo        | S. barbatus Müller, 1838 2 phân loài - S. b. barbatus - S. b. oi (Lợn râu miền Tây) | Đông Nam Á                                                                   | Kích thước: dài 100–170 cm (39–67 in), cộng đuôi 20–50 cm (8–20 in) Môi trường sống: Rừng, đất ngập nước nội địa, ven biển và ven biển ngập triều Thức ăn: Rễ, nấm, động vật không xương sống, động vật có xương sống nhỏ, trứng rùa, xác thối và nhiều loại thực vật | VU · Không rõ                                                                      |
| Lợn hoang đảo Celebes | S. celebensis Müller, Schlegel, 1843 3 phân loài - S. c. celebensis - S. c. floresianus - S. c. timoriensis | Đảo Sulawesi của Indonesia                                                   | Kích thước: dài 80–130 cm (31–51 in) Môi trường sống: Rừng, đồng cỏ và đất ngập nước nội địa Thức ăn: Rễ, quả rụng, lá và chồi non, cũng như động vật không xương sống, động vật có xương sống nhỏ và xác chết                                                        | NT · Không rõ                                                                      |
| Lợn hoang đảo Java    | S. verrucosus F. Boie, 1832 2 phân loài - S. v. blouchi - S. v. verrucosus | Các đảo Java và Bawean của Indonesia                                         | Kích thước: dài 90–190 cm (35–75 in) Môi trường sống: Rừng và đồng cỏ Thức ăn: Ăn tạp: nhiều loại thực vật và động vật có xương sống nhỏ | EN · Không rõ                                                                      |
| Lợn hoang Oliver      | S. oliveri Groves, 1997 | Đảo Mindoro của Philippines                                                  | Kích thước: Không có số đo cụ thể, nhưng có thể tương tự như lợn hoang Philippines Môi trường sống: Rừng, xavan, cây bụi và đồng cỏ Thức ăn: Được cho là ăn nhiều loại thực vật và động vật                                                                           | VU · Không rõ                                                                      |
| Lợn râu Palawan       | S. ahoenobarbus Huet, 1888 | Philippines                                                                  | Kích thước: dài 100–160 cm (39–63 in) Môi trường sống: Rừng Thức ăn: Ăn tạp: nhiều loại thực vật, động vật không xương sống, động vật có xương sống nhỏ và xác thối                                                                                                   | NT · Không rõ                                                                      |
| Lợn hoang Philippines | S. philippensis Nehring, 1886 2 phân loài - S. p. mindanensis - S. p. philippensis | Tây Philippines                                                              | Kích thước: Không có số đo cụ thể Môi trường sống: Rừng, cây bụi và đồng cỏ Thức ăn: Củ, trái cây và động vật không xương sống | VU · Không rõ                                                                      |
| Lợn hoang đảo Visayas | S. cebifrons · Heude, 1888 · 2 phân loài - S. c. cebifrons (Lợn hoang Cebu) - S. c. negrinus (Lợn hoang Negros) | Quần đảo Visayan của Philippines                                             | Kích thước: dài 90–125 cm (35–49 in), cộng đuôi 23 cm (9 in) Môi trường sống: Rừng và đồng cỏ Thức ăn: Ăn tạp: nhiều loại thực vật và động vật có xương sống nhỏ | CR · Không rõ                                                                      |
| Lợn rừng              | S. scrofa Linnaeus, 1758 17 phân loài - S. s. algira (Lợn rừng Bắc Phi) - S. s. attila (Lợn rừng Karpat) - S. s. cristatus (Lợn rừng Ấn Độ) - S. s. davidi (Lợn rừng Trung Á) - S. s. domesticus (Lợn nhà) - S. s. leucomystax (Lợn rừng Nhật Bản) - S. s. libycus (Lợn rừng Tiểu Á) - S. s. majori (Lợn rừng Maremma) - S. s. meridionalis (Lợn rừng Địa Trung Hải) - S. s. moupinensis (Lợn rừng Bắc Trung Hoa) - S. s. nigripes (Lợn rừng Trung Á) - S. s. riukiuanus (Lợn rừng Ryukyu) - S. s. scrofa (Lợn rừng châu Âu) - S. s. sibiricus (Lợn rừng Ngoại Baikal) - S. s. taivanus (Lợn rừng Đài Loan) - S. s. ussuricus (Lợn rừng Ussuri) - S. s. vittatus (Lợn rừng Malaysia) | Lục địa Á Âu và Bắc Phi; du nhập cục bộ vào Hoa Kỳ, Nam Mỹ và châu Đại Dương | Kích thước: dài 90–200 cm (35–79 in), cộng đuôi 15–40 cm (6–16 in) Môi trường sống: Rừng, xavan, cây bụi, đồng cỏ, đầm lầy nội địa và sa mạc Thức ăn: Ăn tạp: nhiều loại thực vật, động vật có xương sống nhỏ, động vật không xương sống và xác thối                  | LC · Không rõ · (khoảng 2 tỉ cá thể S. s. domesticus được sử dụng trong chăn nuôi) |

### Họ Lợn peccary (Tayassuidae)
| Tên thông thường       | Tên khoa học và phân loài | Phân bố                             | Kích thước và môi trường sống                                                                                         | Tình trạng bảo tồn và số lượng ước tính |
| ---------------------- | ------------------------- | ----------------------------------- | --- | --------------------------------------- |
| Lợn peccary Gran Chaco | C. wagneri Rusconi, 1930  | Vùng Gran Chaco ở miền trung Nam Mỹ | Kích thước: dài 96–118 cm (38–46 in) Môi trường sống: Xavan và cây bụi Thức ăn: Xương rồng, cũng như rễ, quả và cuống | EN · Không rõ                           |

| Tên thông thường      | Tên khoa học và phân loài | Phân bố                             | Kích thước và môi trường sống | Tình trạng bảo tồn và số lượng ước tính |
| --------------------- | --- | ----------------------------------- | --- | --------------------------------------- |
| Lợn peccary khoang cổ | D. tajacu (Linnaeus, 1758) 14 phân loài - D. t. angulatus - D. t. bangsi - D. t. crassus - D. t. crusnigrum - D. t. humeralis - D. t. nanus - D. t. nelsoni - D. t. niger - D. t. nigrescens - D. t. patira - D. t. sonoriensis - D. t. tajacu - D. t. torvus - D. t. yucatanensis | Nam Mỹ, Trung Mỹ và miền nam Bắc Mỹ | Kích thước: dài 80–100 cm (31–39 in) Môi trường sống: Rừng, xavan, cây bụi, đồng cỏ và sa mạc Thức ăn: Rễ, củ, quả, hạt, cũng như cây xanh, côn trùng và động vật nhỏ | LC · Không rõ                           |

| Tên thông thường      | Tên khoa học và phân loài                                                                                                  | Phân bố            | Kích thước và môi trường sống | Tình trạng bảo tồn và số lượng ước tính |
| --------------------- | --- | ------------------ | --- | --------------------------------------- |
| Lợn peccary môi trắng | T. pecari (Link, 1795) 5 phân loài - T. p. aequatoris - T. p. albirostris - T. p. pecari - T. p. ringens - T. p. spiradens | Nam Mỹ và Trung Mỹ | Kích thước: dài 75–100 cm (30–39 in), cộng đuôi 1–6 cm (0–2 in) Môi trường sống: Rừng, xavan, cây bụi và đồng cỏ Thức ăn: Trái cây, cũng như nhiều loại thực vật, động vật không xương sống, nấm và cá | VU · Không rõ                           |